# Bad for You Baby
Bad For You Baby ist das 2008 eingespielte, letzte Studioalbum Gary Moores, der im Jahre 2011 plötzlich verstarb. Das Album umfasst, wie schon die direkten Vorgängeralben, Stücke in der von Moore bekannten und bewährten Mischung aus kraft- und druckvollen Bluesrock- und Hardrock-Stilen und eigenen, gefühlvollen Balladen, wobei er einige Titel anderer Bluesgrößen neu in seiner ihm eigenen, sehr rockigen und unverwechselbaren Art interpretiert, während die meisten Stücke aus seiner eigenen Feder stammen.
Die schnellen Nummern des Albums setzen auf stark betonte Boogie- und Shuffle-Rhythmen mit lautstarken Gitarrenriffs. Did You Ever Feel Lonely? ist dagegen ein eher gefühlvoller Slow-Blues. Die von Al Kooper geschriebene und auch von Amy Winehouse gecoverte Ballade I Love You More Than You'll Ever Know mit ihrer eindrucksvollen Akkordharmonik setzt sehr ausdrucksstark auf gefühlvollen Gesang und eine entsprechend expressiv gespielte Gitarre. Beim langen Gitarrensolo demonstriert Moore einmal mehr seine intelligent eingesetzte Bending-Technik mit ihrer Mischung aus gezogenen Halb- und Ganztönen, die zu eigenartigen und überraschenden Tonfolgen führen. Diese Spielweise kann man ebenso in der bluesartigen Ballade Trouble Ain't Far Behind hören. Eine weitere, neue Ballade liefert Moore mit Holding On. Auf Mojo Boogie setzt Moore eine sonst eher selten von ihm benutzte Slide-Gitarre im Stil von Elmore James ein.

## Titelliste
1. Bad For You Baby (Moore) – 2:54
2. Down the Line (Moore) – 2:56
3. Umbrella Man Blues (Moore) – 3:39
4. Holding On (Moore) – 3:47
5. Walkin' Thru the Park (Muddy Waters) – 3:00
6. I Love You More Than You'll Ever Know (Al Kooper) – 10:37
7. Mojo Boogie (J. B. Lenoir) – 3:33
8. Someday Baby (Muddy Waters) – 3:35
9. Did You Ever Feel Lonely? (Moore) – 6:10
10. Preacher Man Blues (Moore) – 5:59
11. Trouble Ain't Far Behind (Moore) – 9:34

## Mitwirkende
- Gary Moore – guitar, vocals, producer
- Vic Martin – keyboards
- Pete Rees – bass
- Sam Kelly – drums
- Otis & Cassie Taylor: besondere Gäste auf Holding On und Preacher Man Blues